# Japons
Japons osztrák mezőváros Alsó-Ausztria Horni járásában. 2024 januárjában 695 lakosa volt. 

## Elhelyezkedése

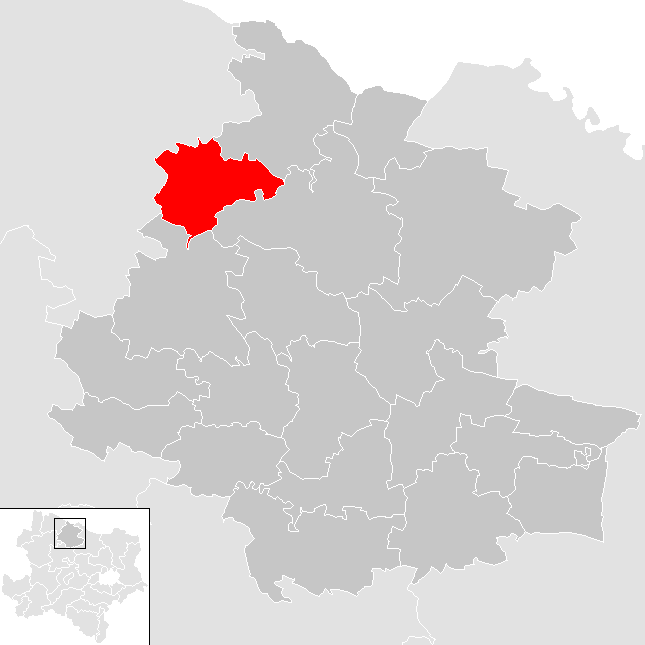
Japons a Horni járásban

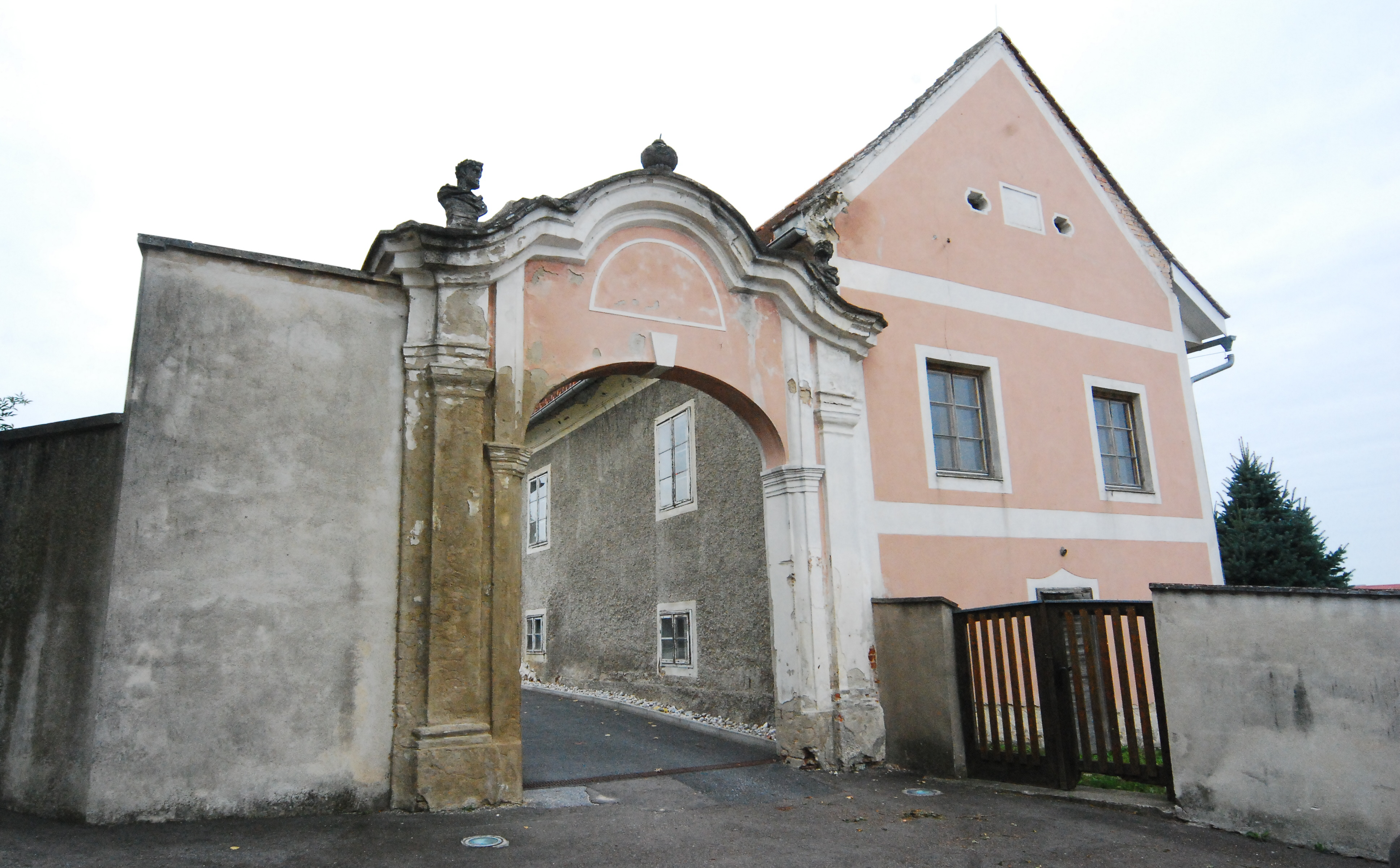
A katolikus plébánia

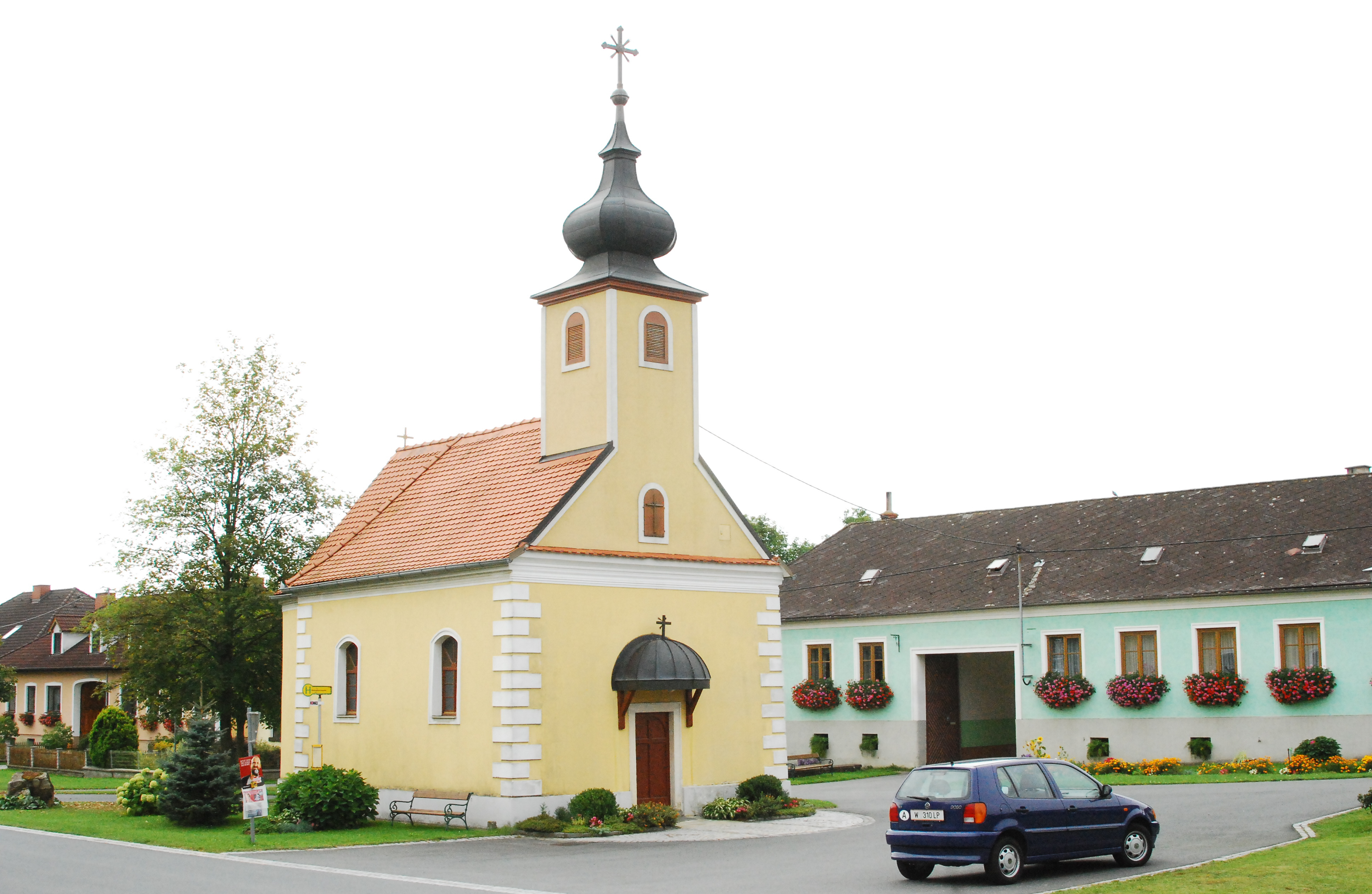
Wenjapons kápolnája

Japons a tartomány Waldviertel régiójában fekszik a cseh határ közelében, a Thumeritzbach folyó mentén. Területének 16,4%-a erdő, 77,6% áll mezőgazdasági művelés alatt. Az önkormányzat 8 települést egyesít: Goslarn (40 lakos 2024-ben), Japons (230), Oberthumeritz (36), Sabatenreith (59), Schweinburg (81), Unterthumeritz (102), Wenjapons (97) és Zettenreith (50).
A környező önkormányzatok: északra Raabs an der Thaya, északkeletre Drosendorf-Zissersdorf, keletre Geras, délre Irnfritz-Messern, nyugatra Ludweis-Aigen.

## Története
A régészeti leletek tanúsága szerint Japons területe már az újkőkorban is lakott volt. Neve először 1242-ben jelenik meg az írott forrásokban, de ekkor már temploma is volt. A templom és a körülötte lévő nyolc ház a gerasi apátság birtoka volt. A harmincéves háború idején, 1620 körül a falu súlyos károkat szenvedett. A 19. században és a 20. század elején márványt bányásztak a környéken, illetve a mészkőből meszet égettek. A 20. század elején a településen mintegy 50 mészégető kemence működött, amelyek a helyi gazdák, illetve a földbirtokosok tulajdonában voltak. Unterthumeritzben 1904-ben épült egy 18 méter magas mészégető kemence, amely ma is látható.
Az 1848-as forradalom után felszámolták a feudális birtokrendszert és megalakult Japons községi önkormányzata. 1866-ban az osztrák-porosz háborúban a poroszok megszállták Japonst. Két évvel később a település mezővárosi státuszt kapott. Az 1938-as címjegyzék szerint a mezővárosban akkor egy orvos, egy állatorvos, egy pék, egy tetőfedő, egy hentes, egy borbély, két kocsmáros, három vegyeskereskedő, egy bába, két kőművesmester, egy molnár, egy nyerges, egy lakatos, egy kovács, két szabó és egy varrónő, egy takarékpénztár, három ács, egy cementgyáros és egy téglagyár működött. Az önkormányzat a mai formájában 1968-ban jött létre a szomszédos községek csatlakozásával. 

## Lakosság
A japonsi önkormányzat területén 2024 januárjában 695 fő élt. A lakosságszám 1869-ben érte el a csúcspontját 1564 fővel, azóta folyamatosan csökkenő tendenciát mutat. 2021-ben az ittlakók 97,1%-a volt osztrák állampolgár; a külföldiek közül 1,3% a régi (2004 előtti), 1,7% az új EU-tagállamokból érkezett. 2001-ben a lakosok 96,5%-a római katolikusnak, 0,4% evangélikusnak, 2,8% pedig felekezeten kívülinek vallotta magát. Ugyanekkor 3 magyar élt a mezővárosban; a legnagyobb nemzetiségi csoportot a németek (98,5%) mellett a horvátok alkották 4 fővel (0,5%).
A népesség változása:

| 2016 | 736 |
| 2018 | 733 |

## Látnivalók
- a Szt. Lőrinc-plébániatemplom
- Oberthumeritz, Unterthumeritz, Wenjapons és Zettenreith kápolnái a 18. sz. második felében épültek

## Fordítás
- Ez a szócikk részben vagy egészben  a   Japons című német Wikipédia-szócikk ezen változatának fordításán alapul.  Az eredeti cikk szerkesztőit annak laptörténete sorolja fel. Ez a jelzés csupán a megfogalmazás eredetét és a szerzői jogokat jelzi, nem szolgál a cikkben szereplő információk forrásmegjelöléseként.